# فاطمة بداغي
```
فاطمة البداغي
 
(
بالفارسية
: 
فاطمه بداغی
)
  سياسية إيرانية، شغلت منصب نائب الرئيس للشؤون القانونية في عهد 
محمود أحمدي نجاد
.
[
1
]
```

كانت سابقًا نائبة للتعليم والبحث في مركز السلطة القضائية في إيران. شغل البداغي أيضًا منصب المستشار القانوني لرئيس السلطة القضائية الإيرانية.